# Lotus blau
|  | Aquest article tracta sobre la planta. Vegeu-ne altres significats a «El lotus blau». |

El lotus blau, lotus egipci blau, lotus sagrat egipci blau, lotus del Nil, o simplement lotus sagrat o lotus  (Nymphaea lotus) és una planta del gènere de les nimfees.

## Distribució i hàbitat

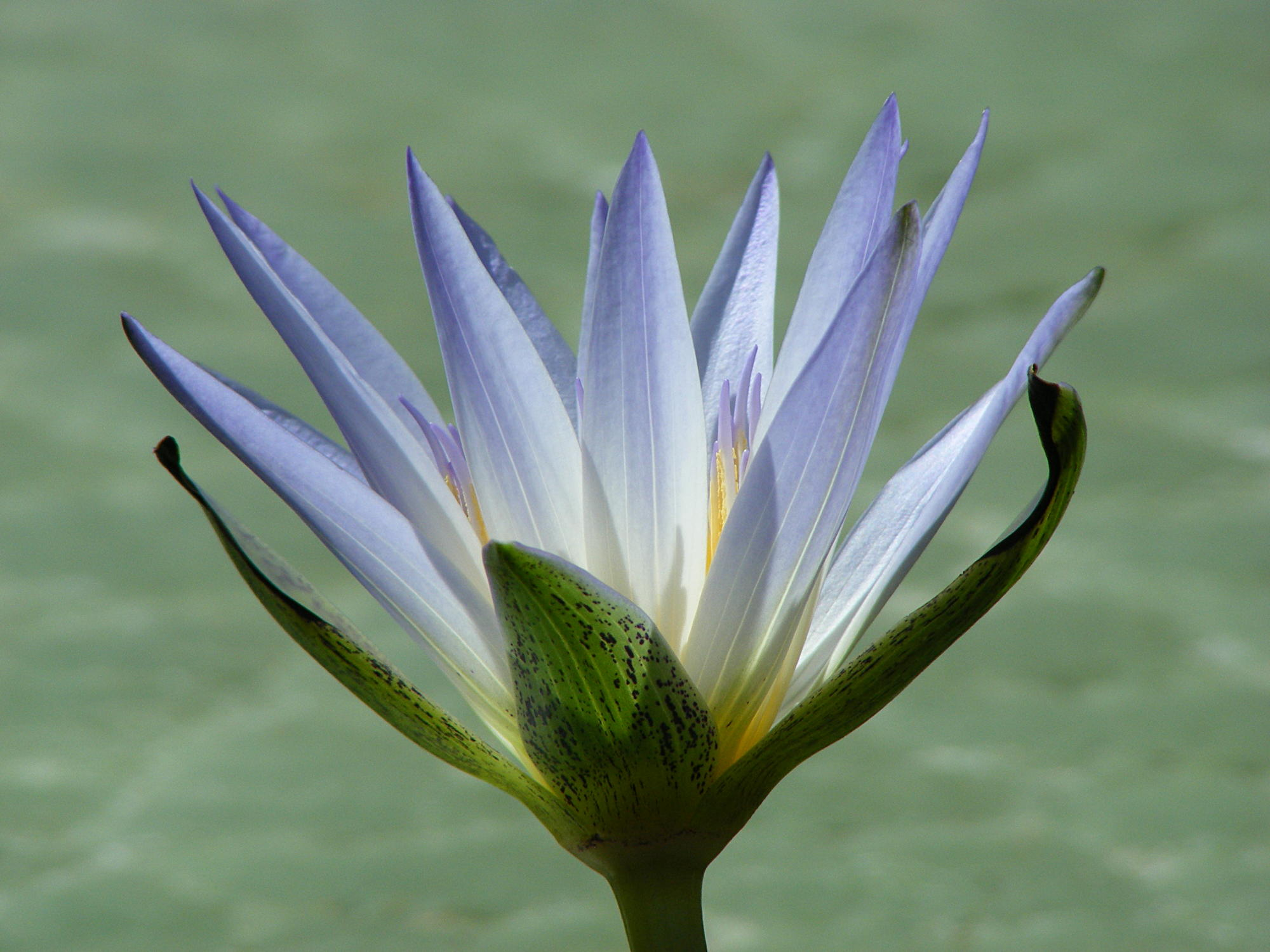
Varietat blau cel

El lotus sagrat blau és originari de la vall del Nil i l'Àfrica oriental, d'on es va estendre ja en temps antics a l'Índia, on es coneix com a rohit, i al Sud-est asiàtic, on és molt apreciat a Tailàndia.
Actualment, els hàbitats originaris del lotus blau es troben severament amenaçats per la proliferació del jacint d'aigua (Eichhornia crassipes), una espècie invasora.
Aquesta planta es troba actualment en totes les zones tropicals del planeta. Els antics egipcis ja plantaven els lotus artificialment als estanys dels jardins i horts.
Aquest lotus creix en estanys poc profunds, aiguamolls, séquies i vores de rius de corrent suau, preferint aigües lleugerament àcides i no gaire fredes.

## Descripció

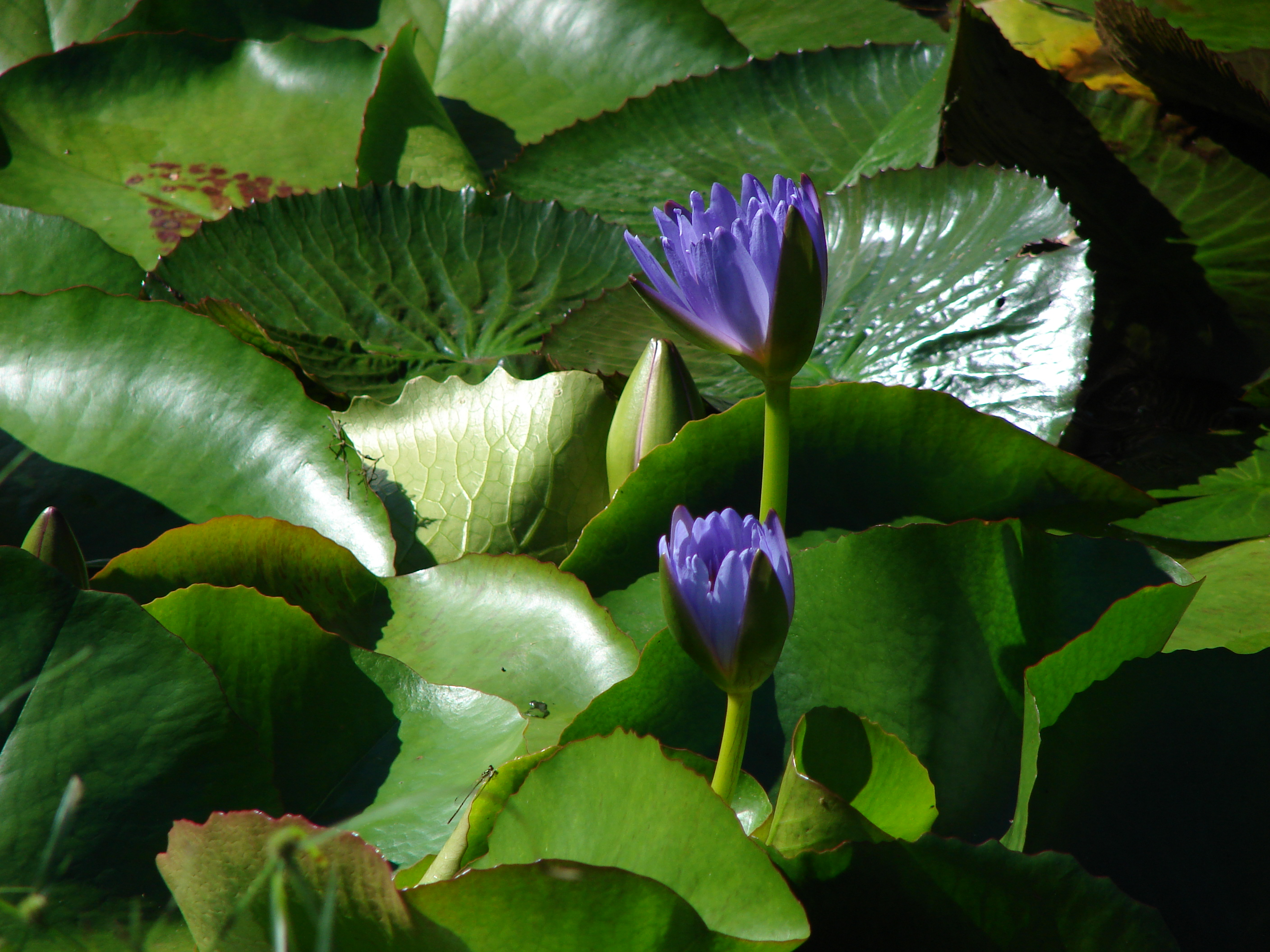
Flors mig tancades

És una planta aquàtica perenne. Les arrels formen tubercles que tenen múltiples rizomes i així les plantes del lotus es troben fermament amarrades al fang del fons de l'estany o séquia.
Les fulles es troben a l'extrem d'una tija que s'eleva uns pocs centímetres per damunt de l'aigua. Moltes fulles no s'aixequen i romanen flotant.
La flor és gran i pot fer fins a uns 18 cm de diàmetre completament oberta. Té una coloració molt delicada, que pot anar del violeta al blau pàl·lid, o blanquinosa amb matisos blavosos. Creix en tiges que s'eleven damunt de la superfície. Com que la flor s'obre durant la nit i es tanca durant el dia, els antics egipcis veien en aquest fet simbolismes transcendentals.
El lotus blau es reprodueix principalment mitjançant fillols que ixen dels bulbs de l'arrel submergida. Es pot reproduir també dividint-ne els rizomes i plantant les llavors.

## Simbolisme

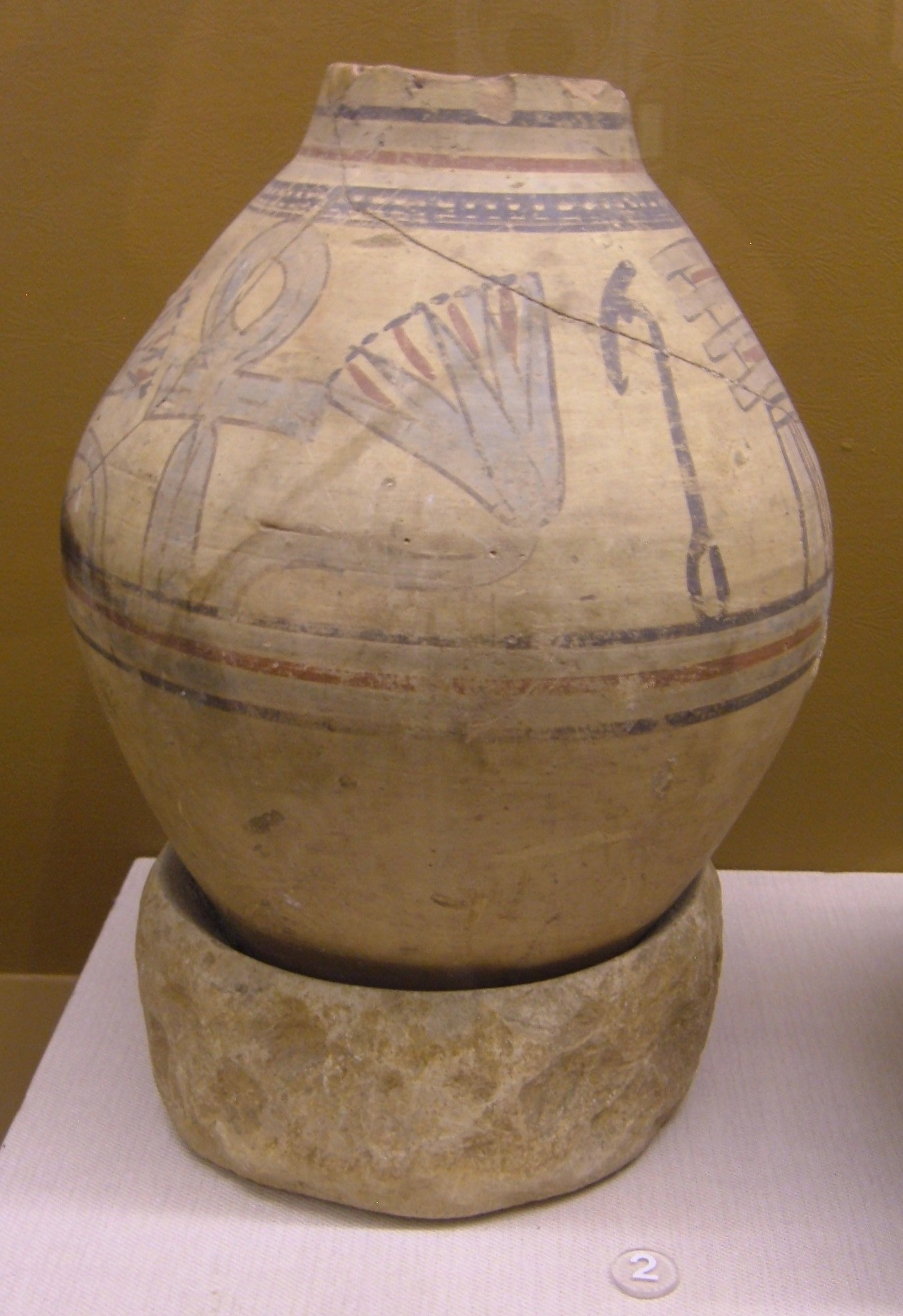
Vas de terrissa amb pedestal de la XVIII dinastia. Hom veu el símbol del lotus blau entre altres símbols religiosos egipcis. Trobat a Amarna al

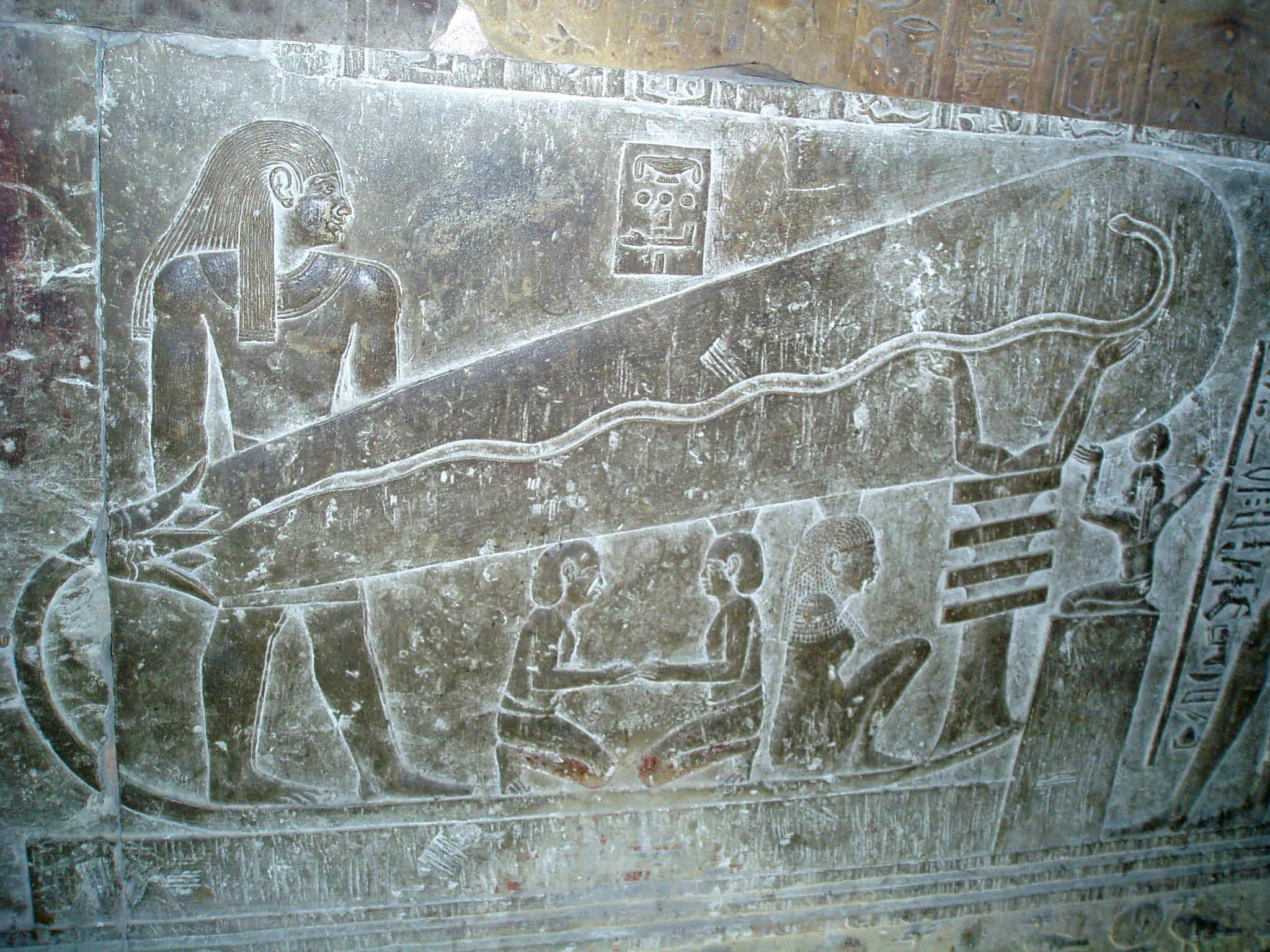
Molts dels simbolismes del lotus a Egipte encara no han estat prou estudiats. Serp eixint d'un lotus voltejada d'una aurèola, Dendera

El lotus blau era una flor sagrada a l'antic Egipte, Núbia i Etiòpia. Fou una de les flors més cultivades a l'Egipte dels antics regnes.
Per als antics egipcis, el color blau dels pètals simbolitzava el cel i el centre groc el sol. El fet que aquesta flor s'obre durant la nit i es tanca durant el dia simbolitzava el sol ixent i el sol ponent diaris. També simbolitzava la separació del món de les divinitats i del món dels humans, així com la vida d'ultratomba i de la vida present. Per això, la flor del lotus blau s'utilitzava en cerimònies rituals lligades a la mort i al naixement.
Era la flor de Nefertem, Nefertum, Nefer-Tem o Nefer-Temu, el déu del lotus i divinitat solar associada amb l'alba. Nefertem és fill de Ptah amb Sekhmet o bé Bastet. En l'art, sovint era representat amb flors de lotus al voltant del cap, que alguns cops té forma de cap de lleó. Hi ha llegendes que diuen que Nefertem sorgí d'una flor de lotus. Una de les representacions del faraó Tutankhamon era amb el seu cap sorgint entre lotus blaus mig oberts.
El lotus blau també era un símbol de Ra, divinitat de la llum i d'Osiris, déu associat amb els misteris i amb les begudes intoxicants.
Igual que el lotus egipci blanc, aquesta flor va inspirar motius decoratius en l'arquitectura i la pintura mural de l'art de l'antic Egipte.
El lotus blau té efectes narcòtics. Els antics egipcis el preparaven en forma de tisana o dissolt en vi. Com que també era una font d'aliment, potser aquesta planta era el lotus que menjaven els lotòfags de l'Odissea d'Homer, sobretot considerant que conté alcaloides al·lucinògens. Aquests podrien haver creat una addicció que fes que els companys d'Ulisses no volguessin marxar del país dels lotòfags.
Els egipcis també creien que l'olor d'aquesta flor tenia propietats medicinals.